# Pohár UEFA 1996/1997
Sezóna 1996/97 Poháru UEFA byla 39. ročníkem tohoto poháru. Vítězem se stal tým FC Schalke 04. Z českých týmů se soutěže účastnila SK Slavia Praha, která vypadla v druhém kole.

## První předkolo
| Domácí v 1. zápase       | Celkem | Hosté v 1. zápase  | 1. zápas | 2. zápas    |
| ------------------------ | ------ | ------------------ | -------- | ----------- |
| Dinamo Tblisi            | 6–2    | CS Grevenmacher    | 4–0      | 2–2         |
| FC Dinamo-93 Minsk       | 4–2    | Tiligul Tiraspol   | 3–1      | 1–1         |
| Croatia Záhřeb           | 10–2   | KF Tirana          | 4–0      | 6–2         |
| Sliema Wanderers         | 4–3    | Margveti Zestaponi | 1–3      | 3–0         |
| FC Jazz Pori             | 4–1    | GÍ Gøta            | 3–1      | 1–0         |
| HIT Gorica               | 1–3    | Vardar Skopje      | 0–1      | 1–2         |
| Anorthosis Famagusta     | 6–2    | FC Širak Gjumri    | 4–0      | 2–2         |
| Portadown FC             | 1–5    | Vojvodina Novi Sad | 0–1      | 1–4         |
| FC Pjunik Jerevan        | 5–6    | HJK Helsinki       | 3–1      | 2–5(prodl.) |
| Lantana Tallinn          | 2–1    | ÍBV                | 2–1      | 0–0         |
| Bohemian FC              | 1–1(v) | FK Dinamo Minsk    | 1–1      | 0–0         |
| Bejtar Jeruzalém FC      | 8–2    | Floriana FC        | 3–1      | 5–1         |
| Jeunesse Esch            | 2–7    | Legia Varšava      | 2–4      | 0–3         |
| Slavia Sofia             | 5–4    | Inkaras Kaunas     | 4–3      | 1–1         |
| ÍA                       | 2–1    | FK Sileks Kratovo  | 2–0      | 0–1         |
| Neftçi Baku PFK          | 2–7    | Lokomotiv Sofia    | 2–1      | 0–6         |
| Newtown                  | 1–7    | Skonto Riga        | 1–4      | 0–3         |
| Zimbru Kišiněv           | 1–6    | Hajduk Split       | 0–4      | 1–2         |
| B71 Sandur               | 3–9    | APOEL Nikósie      | 1–5      | 2–4         |
| Barry Town FC            | 2–1    | Dinaburg FC        | 0–0      | 2–1         |
| VMFD Žalgiris Vilnius    | 3–2    | Crusaders FC       | 2–0      | 1–2         |
| KS Teuta Durrës          | 2–6    | MFK Košice         | 1–4      | 1–2         |
| FC Haka                  | 3–2    | Flora Tallinn      | 2–2      | 1–0         |
| FK Bečej                 | 0–2    | NK Mura            | 0–0      | 0–2         |
| Hutnik Kraków            | 11–2   | Khazri Buzovna     | 9–0      | 2–2         |
| Makabi Haifa FC          | 1–4    | Partizan Bělehrad  | 0–1      | 1–3         |
| St Patrick's Athletic FC | 3–5    | Slovan Bratislava  | 3–4      | 0–1         |

## Druhé předkolo
| Domácí v 1. zápase    | Celkem    | Hosté v 1. zápase   | 1. zápas | 2. zápas |
| --------------------- | --------- | ------------------- | -------- | -------- |
| FK Dynamo Moskva      | 4–2       | FC Jazz Pori        | 1–1      | 3–1      |
| Rapid Bukurešť        | 2–0       | Lokomotiv Sofia     | 1–0      | 1–0      |
| Anorthosis Famagusta  | 1–6       | Neuchâtel Xamax     | 1–2      | 0–4      |
| Halmstads BK          | 1–0       | Vardar Skopje       | 0–0      | 1–0      |
| Grazer AK             | 7–1       | Vojvodina Novi sad  | 2–0      | 5–1      |
| Legia Varšava         | 4–1       | FC Haka             | 3–0      | 1–1      |
| Iraklis Soluň         | 1–3       | APOEL Nikósie       | 0–1      | 1–2      |
| Helsingborgs IF       | 4–1       | Dinamo-93 Minsk     | 1–1      | 3–0      |
| ÍA                    | 1–6       | PFK CSKA Moskva     | 0–2      | 1–4      |
| Sliema Wanderers      | 1–9       | Odense BK           | 0–2      | 1–7      |
| VMFD Žalgiris Vilnius | 4–5       | Aberdeen FC         | 1–4      | 3–1      |
| Vasas SC              | 4–4(pen.) | Barry Town FC       | 3–1      | 1–3      |
| SK Sigma Olomouc      | 2–3       | Hutnik Kraków       | 1–0      | 1–3      |
| Slovan Bratislava     | 3–5       | Trabzonspor         | 2–1      | 1–4      |
| Partizan Bělehrad     | 0–1       | National Bukurešť   | 0–0      | 0–1      |
| FC Aarau              | 4–2       | Lantana Tallinn     | 4–0      | 0–2      |
| Croatia Záhřeb        | 3–3(v)    | FK Spartak Moskva   | 3–1      | 0–2      |
| Slavia Sofia          | 2–5       | Tirol Innsbruck     | 1–1      | 1–4      |
| Hajduk Split          | 1–2       | FK Torpedo Moskva   | 1–0      | 0–2      |
| Bejtar Jeruzalém FC   | 2–7       | Bodø/Glimt          | 1–5      | 1–2      |
| Lyngby BK             | 2–0       | NK Mura             | 0–0      | 2–0      |
| MFK Košice            | 0–1       | Celtic FC           | 0–0      | 0–1      |
| HJK Helsinki          | 2–4       | FK Černomorec Oděsa | 2–2      | 0–2      |
| Dinamo Tblisi         | 2–1       | Molde FK            | 2–1      | 0–0      |
| Skonto Riga           | 1–4       | Malmö FF            | 0–3      | 1–1      |
| FK Dinamo Minsk       | 2–3       | Beşiktaş JK         | 2–1      | 0–2      |

## První kolo
| Domácí v 1. zápase      | Celkem | Hosté v 1. zápase        | 1. zápas | 2. zápas |
| ----------------------- | ------ | ------------------------ | -------- | -------- |
| PFK CSKA Moskva         | 1–2    | Feyenoord Rotterdam      | 0–1      | 1–1      |
| Ferencváros Budapešť    | 5–3    | Olympiakos Pireus        | 3–1      | 2–2      |
| Malmö FF                | 2–5    | Slavia Praha             | 1–2      | 1–3      |
| RWD Molenbeek           | 0–3    | Beşiktaş JK              | 0–0      | 0–3      |
| Celtic FC               | 0–4    | Hamburger SV             | 0–2      | 0–2      |
| FK Černomorec Oděsa     | 0–2    | National Bukurešť        | 0–0      | 0–2      |
| Tirol Innsbruck         | 0–1    | Méty                     | 0–0      | 0–1      |
| Brøndby IF              | 7–0    | FC Aarau                 | 5–0      | 2–0      |
| Club Brugge KV          | 3–1    | Lyngby BK                | 1–1      | 2–0      |
| Odense BK               | 4–4(v) | Boavista FC              | 2–3      | 2–1      |
| Valencia                | 3–1    | FC Bayern Mnichov        | 3–0      | 0–1      |
| AS Řím                  | 6–1    | FK Dynamo Moskva         | 3–0      | 3–1      |
| FK Dynamo Kyjev         | 1–2    | Neuchâtel Xamax          | 0–0      | 1–2      |
| Schalke 04              | 5–2    | Roda JC Kerkrade         | 3–0      | 2–2      |
| RC Lens                 | 1–2    | Lazio Řím                | 0–1      | 1–1      |
| EA Guingamp             | 1–4    | Inter Milán              | 0–3      | 1–1      |
| Aberdeen FC             | 6–4    | Barry Town FC            | 3–1      | 3–3      |
| Montpellier             | 1–2    | Sporting CP              | 1–1      | 0–1      |
| Bodø/Glimt              | 2–5    | Trabzonspor              | 1–2      | 1–3      |
| APOEL                   | 2–3    | Espanyol Barcelona       | 2–2      | 0–1      |
| Aston Villa FC          | 1–1(v) | Helsingborgs IF          | 1–1      | 0–0      |
| Beerschot AC            | 3–3(v) | Grazer AK                | 3–1      | 0–2      |
| Newcastle United FC     | 5–2    | Halmstads BK             | 4–0      | 1–2      |
| PFK Alanija Vladikavkaz | 2–5    | RSC Anderlecht           | 2–1      | 0–4      |
| Parma FC                | 2–3    | Vitória Guimarães        | 2–1      | 0–2      |
| FK Torpedo Moskva       | 1–2    | Dinamo Tblisi            | 0–1      | 1–1      |
| CD Tenerife             | 4–3    | Maccabi Tel Aviv         | 3–2      | 1–1      |
| Arsenal FC              | 4–6    | Borussia Mönchengladbach | 2–3      | 2–3      |
| Hutnik Kraków           | 1–4    | AS Monaco FC             | 0–1      | 1–3      |
| FK Spartak Moskva       | 5–3    | Silkeborg IF             | 3–2      | 2–1      |
| Panathinaikos Athény    | 4–4(v) | Legia Varšava            | 4–2      | 0–2      |
| Rapid Bucurešť          | 2–4    | Karlsruher SC            | 1–0      | 1–4      |

## Druhé kolo
| Domácí v 1. zápase       | Celkem    | Hosté v 1. zápase   | 1. zápas | 2. zápas |
| ------------------------ | --------- | ------------------- | -------- | -------- |
| Dinamo Tbilisi           | 1–5       | Boavista FC         | 1–0      | 0–5      |
| Ferencváros Budapešť     | 3–6       | Newcastle United FC | 3–2      | 0–4      |
| Club Brugge KV           | 3–1       | National Bukurešť   | 2–0      | 1–1      |
| Vitória Guimarães        | 1–1(v)    | RSC Anderlecht      | 1–1      | 0–0      |
| Méty                     | 3–2       | Sporting CP         | 2–0      | 1–2      |
| Espanyol Barcelona       | 1–3       | Feyenoord Rotterdam | 0–3      | 1–0      |
| Aberdeen FC              | 0–2       | Brøndby IF          | 0–2      | 0–0      |
| Slavia Praha             | 0–1       | Valencia            | 0–1      | 0–0      |
| Lazio Řím                | 4–5       | CD Tenerife         | 1–0      | 3–5      |
| Inter Milán              | (pen.)1–1 | Grazer AK           | 1–0      | 0–1      |
| Helsingborgs IF          | 3–1       | Neuchâtel Xamax     | 2–0      | 1–1      |
| Legia Varšava            | 2–3       | Beşiktaş JK         | 1–1      | 1–2      |
| Schalke 04               | 4–3       | Trabzonspor         | 1–0      | 3–3      |
| Borussia Mönchengladbach | 3–4       | AS Monaco FC        | 2–4      | 1–0      |
| Karlsruher SC            | 4–2       | AS Řím              | 3–0      | 1–2      |
| Hamburger SV             | 5–2       | FK Spartak Moskva   | 3–0      | 2–2      |

## Třetí kolo
| Domácí v 1. zápase | Celkem | Hosté v 1. zápase   | 1. zápas | 2. zápas |
| ------------------ | ------ | ------------------- | -------- | -------- |
| Brøndby IF         | 6–3    | Karlsruher SC       | 1–3      | 5–0      |
| Club Brugge KV     | 2–3    | Schalke 04          | 2–1      | 0–2      |
| AS Monaco FC       | 5–0    | Hamburger SV        | 3–0      | 2–0      |
| Helsingborgs IF    | 0–1    | RSC Anderlecht      | 0–0      | 0–1      |
| Valencia           | 5–3    | Beşiktaş JK         | 3–1      | 2–2      |
| Méty               | 1–3    | Newcastle United FC | 1–1      | 0–2      |
| Inter Milán        | 7–1    | Boavista FC         | 5–1      | 2–0      |
| CD Tenerife        | 4–2    | Feyenoord Rotterdam | 0–0      | 4–2      |

## Čtvrtfinále
| Domácí v 1. zápase  | Celkem | Hosté v 1. zápase | 1. zápas | 2. zápas    |
| ------------------- | ------ | ----------------- | -------- | ----------- |
| Newcastle United FC | 0–4    | AS Monaco FC      | 0–1      | 0–3         |
| RSC Anderlecht      | 2–3    | Inter Milán       | 1–1      | 1–2         |
| Schalke 04          | 3–1    | Valencia          | 2–0      | 1–1         |
| CD Tenerife         | 2–1    | Brøndby IF        | 0–1      | 2–0(prodl.) |

## Semifinále
| Domácí v 1. zápase | Celkem | Hosté v 1. zápase | 1. zápas | 2. zápas    |
| ------------------ | ------ | ----------------- | -------- | ----------- |
| Inter Milán        | 3–2    | AS Monaco FC      | 3–1      | 0–1         |
| CD Tenerife        | 1–2    | Schalke 04        | 1–0      | 0–2(prodl.) |

## Finále
| 7. května 1997   |       |             |                                           |
| Schalke 04       | 1 – 0 | Inter Milán | Parkstadion, Gelsenkirchen diváci: 56 824 |
| Marc Wilmots 70' |       |             | Parkstadion, Gelsenkirchen diváci: 56 824 |

| 21. května 1997   |       |            |                                              |
| Inter Milán       | 1 – 0 | Schalke 04 | Stadio Giuseppe Meazza, Milán diváci: 81 675 |
| Ivan Zamorano 84' |       |            | Stadio Giuseppe Meazza, Milán diváci: 81 675 |

|                                           |       | Penaltový rozstřel                                 |  |
| Ivan Zamorano Youri Djorkaeff Aron Winter | 1 – 4 | Ingo Anderbrügge Olaf Thon Martin Max Marc Wilmots |  |

| Pohár UEFA 1996/97 FC Schalke 04 Jens Lehmann, Olaf Thon , Johan de Kock, Thomas Linke, Yves Eigenrauch, Michael Büskens, Jiří Němec, Andreas Müller, Radoslav Látal, Ingo Anderbrügge, Marc Wilmots, Mathias Schober, Thomas Dooley, Marco Kurz, Oliver Held, Martin Max, Ingo Anderbrügge, David Wagner Trenér: Huub Stevens |